# Salting the Battlefield
 (mai 2017).
Si vous disposez d'ouvrages ou d'articles de référence ou si vous connaissez des sites web de qualité traitant du thème abordé ici, merci de compléter l'article en donnant les références utiles à sa vérifiabilité et en les liant à la section « Notes et références ».
Salting the Battlefield est un téléfilm britannique réalisé par David Hare, diffusé sur BBC Two en 2014. C'est le 3e volet de la trilogie de téléfilms sur le personnage Johnny Worricker après Page Eight (2011) et Turks and Caicos (2014).

## Synopsis
Après avoir pris sa retraite en compagnie de son ex-petite-amie, Johnny Worricker va devoir retourner en Angleterre pour se confronter une dernière fois au Premier ministre car celui-ci a lancé un avis de recherche pour le retrouver. Mais Jill Tankard, l'ex-collègue de Worricker au MI5, est elle aussi impatiente qu'il revienne, pour des raisons bien différentes…

## Fiche technique
- Réalisation : David Hare
- Scénario : David Hare
- Photographie : Thomas Townend
- Montage : Nick Fenton
- Musique : Paul Englishby
- Pays d'origine :  Royaume-Uni
- Langue originale : anglais
- Genre : espionnage
- Durée : 97 minutes
- Première diffusion : 27 mars 2014

## Distribution
- Bill Nighy (VF : Georges Claisse) : Johnny Worricker
- Helena Bonham Carter (VF : Laurence Bréheret) : Margot Tyrrell
- Felicity Jones (VF : Jessica Monceau) : Julianne Worricker
- Ralph Fiennes (VF : Patrick Laplace) : Alec Beasley
- Rupert Graves : Stirling Rogers
- Ewen Bremner : Rollo Maverley
- Olivia Williams : Belinda Kay
- Shazad Latif : Jez Nichols
- James McArdle : Ted Finch
- Judy Davis : Jill Tankard
- Leanne Best (en) : Amber Page